# 김동준 (2002년)
김동준(2002년 9월 4일 ~ )은 KBO 리그 두산 베어스의 내야수이다.

## 두산 베어스시절
2022년에 입단하였다. 2025년 4월 13일 LG 트윈스와의 경기에 출전하며 데뷔 첫 경기를 치렀고, 경기에서 1타수 무안타를 기록하였다.

## 출신 학교
- 군산신풍초등학교
- 군산중학교
- 군산상일고등학교